# Мост Иль-де-Ре
Мост Иль-де-Ре (фр. Pont de l'île de Ré, букв. с фр. Мост острова Ре) расположен на юго-западе Франции в департаменте Приморская Шаранта. Соединяет остров Ре с континентальной Францией. Открыт 19 мая 1988 года. Общая длина — 2 926,5 метров. Высота свода над водой — 42 метра. Начинается на северо-западе Ла-Рошели и заканчивается на восточной стороне острова Ре, в коммуне Ривду-Плаж.
С момента постройки является вторым по длине мостом Франции.